# 옥련여자고등학교
옥련여자고등학교(玉蓮女子高等學校)는 대한민국 인천광역시 연수구 옥련동에 있는 공립 고등학교이다.

## 학교 연혁
- 2002년 8월 18일 : 학교 설립 인가 [1학년 12학급, 2학년 12학급, 3학년 12학급, 총 36학급]
- 2004년 3월 1일 : 옥련여자고등학교 개교
- 2004년 3월 1일 : 초대 장기숙 교장 취임
- 2004년 3월 2일 : 제1회 입학식 [12학급 452명]
- 2007년 2월 14일 : 제1회 졸업식 [12학급 433명]
- 2022년 9월 1일 : 제8대 조왕규 교장 취임
- 2024년 1월 5일 : 제18회 졸업식 [9학급 249명, 졸업생 누계 6,538명]
- 2024년 3월 4일 : 제21회 입학식 [11학급 287명]

## 참고 자료
- 옥련여자고등학교 - 한국교육학술정보원 학교알리미